# Cinecittà
Чинечитта (італ. Cinecittà — Місто кіно, кіномісто) — всесвітньо відома італійська кіностудія в південно-східному передмісті Риму на Тускуланській дорозі.

## Історія
Кіностудія була відкрита при Беніто Муссоліні у 1937, під час Другої світової війни піддалася бомбардуванням.
До 1943 на студії знято близько 300 фільмів.
У 1950-х на майданчиках студії знімалися американські пеплуми, такі як «Бен-Гур» режисера Вільяма Вайлера і «Камо грядеши» Мервіна Лероя. З 1964 тут знімалися італійські вестерни.
У 1980-х кіностудію на межі банкрутства приватизував італійський уряд.
У 1991 на території кіностудії пройшов конкурс «Євробачення».
При кіностудії існує однойменний тризірковий готель.